# Victor Fernbacher
Moritz Theodor Victor Fernbacher (* 21. Juni 1832 in Hammerbrücke; † 19. Januar 1906 in Dresden) war ein evangelisch-lutherischer Pfarrer und Autor.

## Leben und Wirken
Nach der Schul- und theologischen Ausbildung am Predigerkolleg in Leipzig war Fernbacher ab 1863 als Pfarrsubstitut und ab 1865 als Pfarrer in Seifersbach tätig. Zu Michaelis 1880 wechselte er als Pfarrer nach Dorf Wehlen. Dort wurde er 1899 emeritiert.
Bekannt wurde er durch das Werk Die Reden des heiligen Bernhard über das Hohe Lied. Dörffling u. Fr., Leipzig, 1862. Außerdem schrieb er Aufsätze über die Kirchengeschichte des sächsischen Vogtlands, über die Abendmahlsgemeinschaft und den Aufsatz Bernhard von Clairvaux. Eine Studie aus der Geschichte der Homiletik mit Auszügen aus dessen homilet. Schriften. In: Gesetz und Zeugniß, 1867.